# Inflatable Antenna Experiment
Inflatable Antenna Experiment o IAE fue un experimento de la NASA consistente en una antena hinchable hecha de mylar y que fue lanzada desde el transbordador espacial Endeavour durante la misión STS-77 (que despegó el 19 de mayo de 1996) acoplada al satélite Spartan-207. La antena se hinchó correctamente, separándose de Spartan-207 (que fue recuperado desde el transbordador) y reentró en la atmósfera unos días más tarde, el 22 de mayo.
Con IAE se pretendía allanar el camino al desarrollo de estructuras hinchables y ligeras para usos espaciales.